# 비엘리치카 소금광산

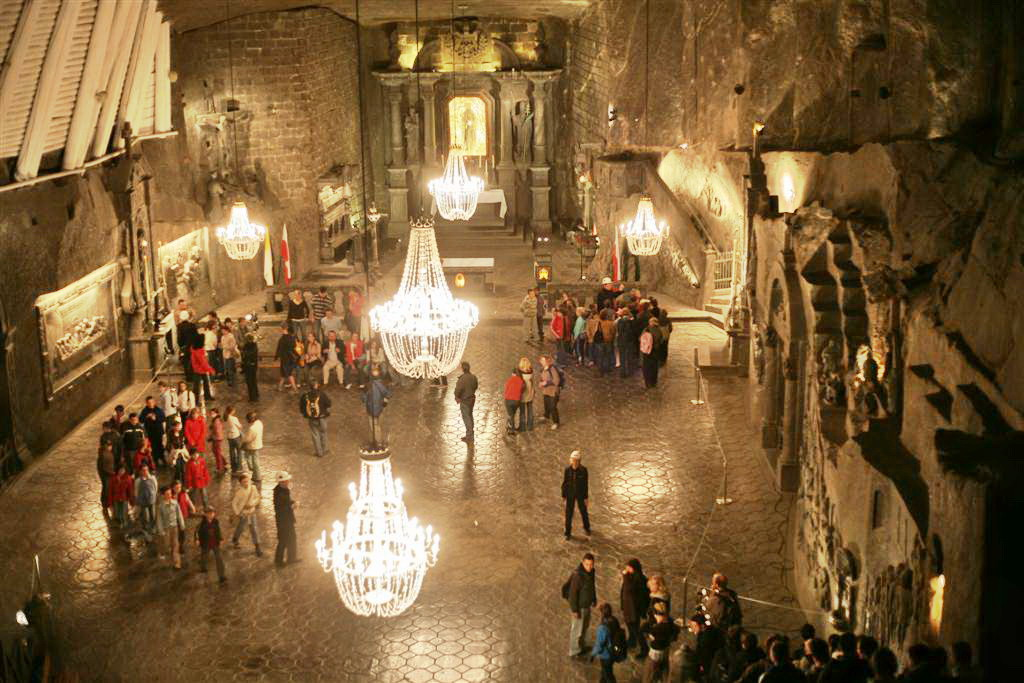

비엘리치카 소금광산(폴란드어: Kopalnia soli Wieliczka)은 폴란드 남부 크라쿠프 근처 비엘리치카에 있는 소금광산이다. 신석기 시대 때부터 고염수로부터 소금이 생산되었다. 깊이는 327미터이다.
떨어지는 소금 가격과 소금광산의 범람으로 인해 상업용 소금 채굴은 1996년 중단되었다.
비엘리치카 소금광산은 현재 폴란드의 공식 역사기념물이자 유네스코 세계유산이다.

## 같이 보기
- 보흐니아 소금광산